# Clathrodrillia walteri
Clathrodrillia walteri é uma espécie de gastrópode do gênero Clathrodrillia, pertencente à família Drilliidae.